# 罗家湾遗址
罗家湾遗址，位于中国甘肃省天祝藏族自治县，为一个省级文物保护单位，类型为古遗址。
罗家湾遗址的历史年代为新石器时代。